# Liste der Auslandsvertretungen Nepals

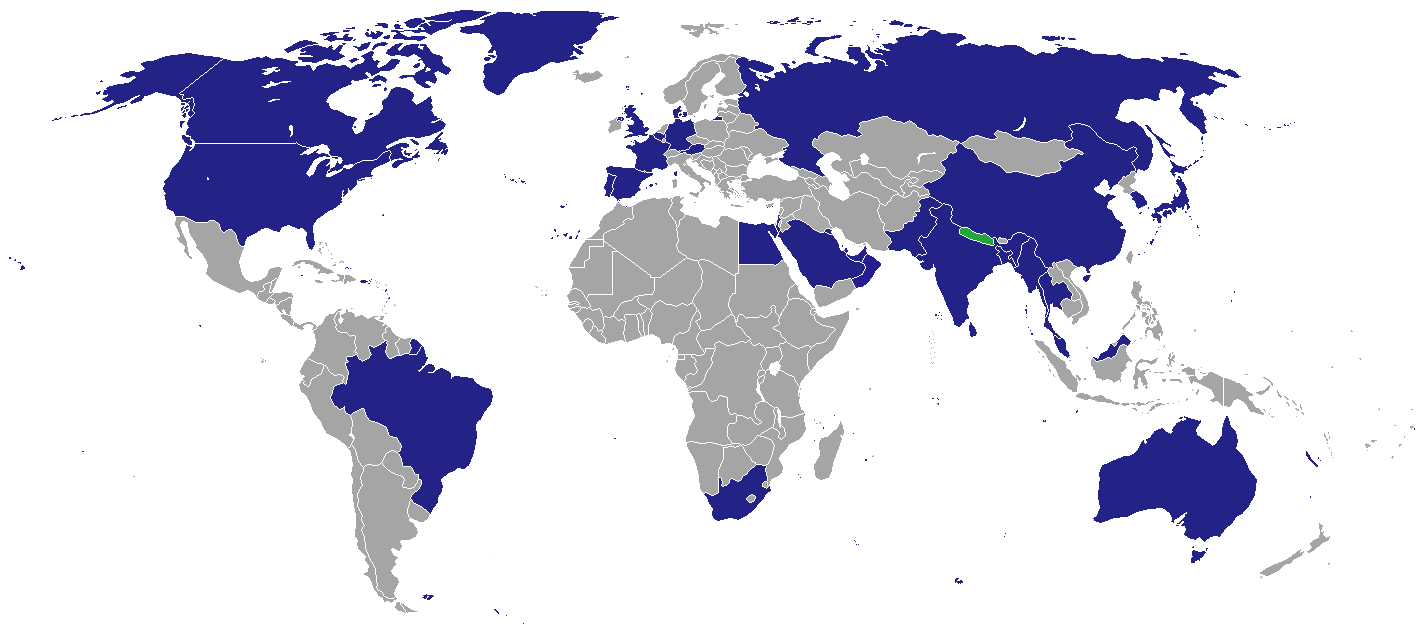
Standorte der diplomatischen Vertretungen Nepals

Dies ist eine Liste der diplomatischen und konsularischen Vertretungen Nepals.

## Diplomatische und konsularische Vertretungen

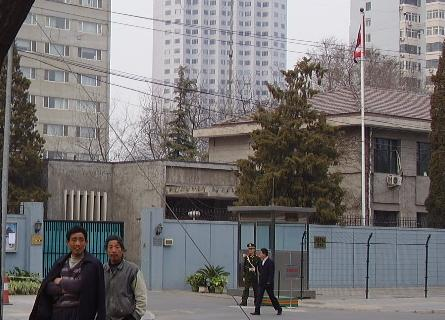
Nepalesische Botschaft in Peking

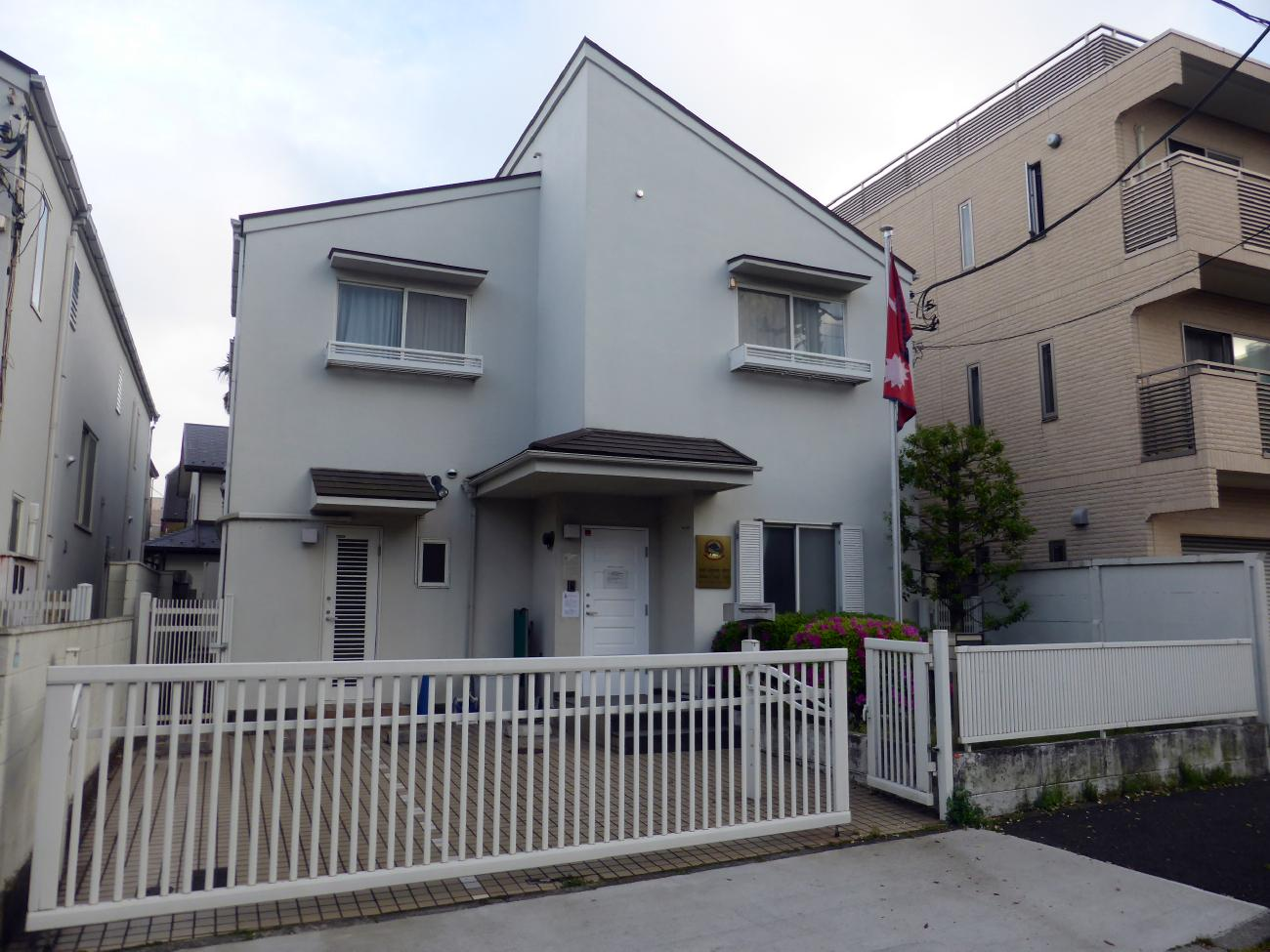
Nepalesische Botschaft in Tokyo

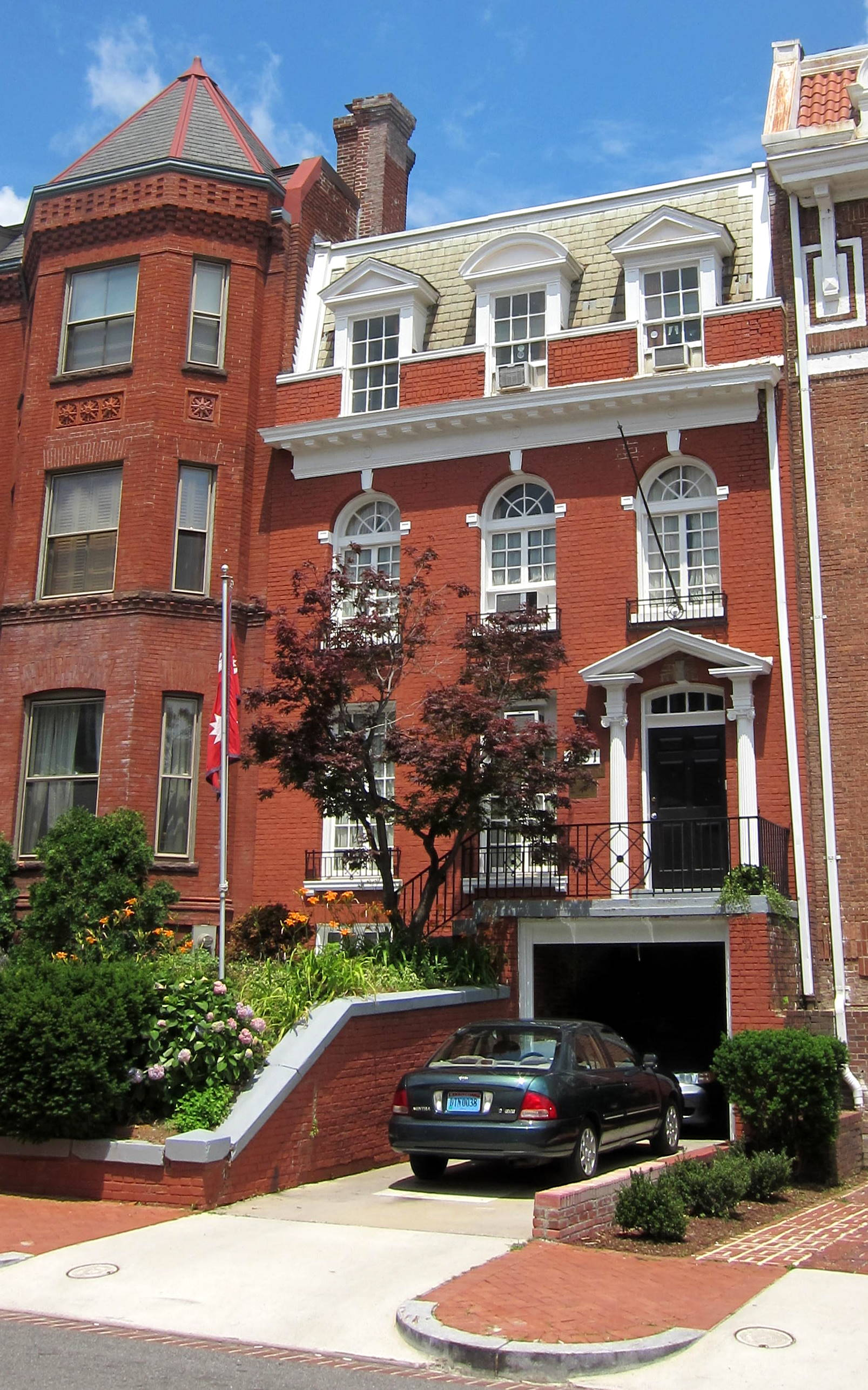
Nepalesische Botschaft in Washington, D.C.

### Afrika
- Ägypten: Kairo, Botschaft
- Südafrika: Pretoria, Botschaft

### Amerika
- Brasilien: Brasília, Botschaft
- Kanada: Ottawa, Botschaft
- Vereinigte Staaten: Washington, D.C., Botschaft

### Asien
| - Bahrain: Manama, Botschaft - Bangladesch: Dhaka, Botschaft - Volksrepublik China: Peking, Botschaft - Volksrepublik China: Hongkong, Generalkonsulat - Volksrepublik China: Lhasa, Generalkonsulat - Indien: Neu-Delhi, Botschaft - Indien: Kalkutta, Generalkonsulat - Israel: Tel Aviv, Botschaft - Japan: Tokyo, Botschaft - Katar: Doha, Botschaft - Kuwait: Kuwait, Botschaft | - Malaysia: Kuala Lumpur, Botschaft - Myanmar: Rangun, Botschaft - Oman: Maskat, Botschaft - Pakistan: Islamabad, Botschaft - Saudi-Arabien: Riad, Botschaft - Saudi-Arabien: Dschidda, Konsulat - Sri Lanka: Colombo, Botschaft - Südkorea: Seoul, Botschaft - Thailand: Bangkok, Botschaft - Vereinigte Arabische Emirate: Abu Dhabi, Botschaft |

### Australien und Ozeanien
- Australien: Canberra,  Botschaft

### Europa
| - Belgien: Brüssel, Botschaft - Dänemark: Kopenhagen, Botschaft - Deutschland: Berlin, Botschaft | - Frankreich: Paris, Botschaft - Russland: Moskau, Botschaft - Vereinigtes Königreich: London, Botschaft |

## Vertretungen bei internationalen Organisationen
- Vereinte Nationen: New York, Ständige Mission
- Vereinte Nationen: Genf, Ständige Mission
- Europäische Union: Brüssel, Ständige Mission